# 巴氏矮甲鯰
巴氏矮甲鯰，為輻鰭魚綱鯰形目矮甲鯰科的其中一種，為熱帶淡水魚，分布於南美洲巴西Aripuanã河流域，棲息深度0-2公尺，體長可達1.6公分，棲息在水質清澈且有沉積物的溪流，生活習性不明。

## 扩展阅读
維基物種上的相關：巴氏矮甲鯰